# بيت أوكلي
بيت أوكلي (بالإنجليزية: Pete Oakley)‏ هو لاعب غولف ومهندس معماري أمريكي، ولد في 28 يونيو 1949 في بنما سيتي في الولايات المتحدة.

## وصلات خارجية
- بيت أوكلي على موقع رابطة لاعبي الغولف المحترفين (الإنجليزية)